# Museu de Arte Murilo Mendes
O Museu de Arte Moderna Murilo Mendes localiza-se na cidade de Juiz de Fora, estado de Minas Gerais, no Brasil.
Inaugurado a 20 de dezembro de 2005, no antigo prédio da Reitoria da Universidade Federal de Juiz de Fora - instituição que  administra-o seu acervo foi formado a partir da doação da biblioteca do escritor e poeta Murilo Mendes, em 1976.
A biblioteca ficou inicialmente abrigada na Biblioteca Central, no campus da UFJF, até 1993. Com a doação de obras de arte que também pertenceram ao escritor, por sua viúva, D. Maria da Saudade, criou-se o Centro de Estudos Murilo Mendes, em 1994, reunindo os acervos.
O acervo de arte é composto, principalmente, por itens de Arte Moderna, enquanto que a biblioteca possui obras de escritores consagrados, sobretudo nas áreas de religião, música, história, literatura em geral, além de obras raras, muitas contendo dedicatórias a Murilo e Maria da Saudade.
O museu abriga, além do acervo bibliográfico e artístico do poeta, as bibliotecas dos professores Arcuri e Guima, ricas em volumes sobre história, filosofia, arquitetura, artes cênicas, literatura em geral, entre outros. O acervo de artes plásticas também tem sido expandido através de doações e parcerias com outros institutos similares.
A instituição possui laboratórios de conservação e restauração, que atendem não só as peças do acervo do museu, como prestam serviços de consultoria e restauração de patrimônio a particulares.